# サン・ダニエーレ・デル・フリウーリ
サン・ダニエーレ・デル・フリウーリ（伊: San Daniele del Friuli）は、イタリア共和国フリウリ＝ヴェネツィア・ジュリア州ウーディネ県にある、人口約7,900人の基礎自治体（コムーネ）。

## 地理

### 位置・広がり

#### 隣接コムーネ
隣接するコムーネは以下の通り。括弧内のPNはポルデノーネ県所属を示す。
- ディニャーノ
- フォルガリーア・ネル・フリウーリ
- マヤーノ
- オゾッポ
- ピンツァーノ・アル・タリアメント (PN)
- ラゴーニャ
- リーヴェ・ダルカーノ
- スピリンベルゴ (PN)

### 気候分類・地震分類
サン・ダニエーレ・デル・フリウーリにおけるイタリアの気候分類 (it) および度日は、zona E, 2544 GGである。
また、イタリアの地震リスク階級 (it) では、zona 2 (sismicità media) に分類される。

## 文化・観光
「スローシティ」加盟都市である。

## 姉妹都市
- アルトキルシュ、フランス 1985年
- ミルシュタット（ドイツ語版）、オーストリア 1994年
- ヘルスブルック（ドイツ語版）、ドイツ 2008年